# Václav Bítovský z Bítova
Václav Bítovský z Bítova (před 1580 – 27. března 1628 Brno) byl slezský a později moravský rytíř z rodu Bítovských z Bítova protestantského vyznání, radikální představitel moravské stavovské opozice a jeden z vůdců povstalých moravských stavů za třicetileté války. V politice Opavského vévodství se velmi angažoval, aby zabránil konečnému vytržení té země ze svazku s Moravou a jejímu přičlenění do Slezska.
Někdy je považován za moravský ekvivalent 27 českých pánů, popravených po Bílé hoře, což je ovšem nepřesné, protože za Bítovského popravou stála především osobní msta, méně už jeho účast na „ohavné rebelii“.

## Život

### Na Opavsku
Václav byl synem Karla Bítovského z Bítova na Litultovicích a Mandalény Cetrysové z Kynšperka; oba rodiče pocházeli ze starých slezských rodů, ovšem poměrně málo významných. O mládí a mužném věku Bítovského je známo velmi málo. Velkou část svého života prožil na Opavsku, v Jezdkovicích a Litultovicích. V roce 1594 nastoupil v rodném kraji do úřadu zemského soudu Opavského knížectví. Angažoval se v procesu proti Mikuláši Sarkandrovi, opavskému děkanovi (a bratrovi pozdějšího mučedníka), jenž se zapletl do chystaného spiknutí knížete Adama Václava Těšínského, jenž měl pro císaře Rudolfa II. dobýt Opavu, posléze se přesunout na Moravu a provést násilnou rekatolizaci protetantského obyvatelstva. Mnohokrát reprezentoval stavy knížectví ve státoprávním sporu o příslušnost Opavska mezi Slezskem a Moravou, který v prvním desetiletí 17. století právě vrcholil – mj. se účastnil několika opavských poselstev k moravskému zemskému sněmu, které žádaly Moravany o politickou i vojenskou pomoc proti Slezanům a opavským měšťanům. Ve stejné věci, totiž snaze ubránit Opavsko před podřízením se Slezsku a jeho vrchnímu sněmu, byl Václav Bítovský, spolu s Karlem Haugvicem z Biskupic, vyslán v červenci 1614 k jednání (nakonec neúspěšnému) se samotným králem a císařem Matyášem. Zostřující se politická situace, vleklé, záměrně nedořešené spory a konečně nástup Karla z Lichtenštejna na opavský vévodský stolec (1613/14) jen urychlil rozhodnutí Bítovského změnit neodkladně politickou scénu.
Před rokem 1609 se ovdovělý Bítovský znovu oženil (jeho první žena není známa jménem a pramenně potvrzena jen nepřímo), a to s bohatou moravskou paní Bohunkou Prusinovskou z Víckova, čímž získal podíl na panství Bystřice pod Hostýnem a později i statek v Prusinovicích. Roku 1613 tak získal inkolát v Moravském markrabství, následující rok se zbavil svých opavských statků (prodal Jezdkovice i Litultovice celkem za 27 000 zlatých opavského počtu) a definitivně přesídlil na Moravu, byť politické kontakty s opavskou šlechtou i nadále udržoval. V letech 1613–15 se přes soudní při své ženy s Lukrécií Nekšovnou z Landeka nebezpečně zapletl do sporu o nekšovské dědictví se svým sousedem na Vsetíně a Lukově, tehdy ještě málo známým českým šlechticem Albrechtem z Valdštejna, což se mu později stalo osudným.

### Na Moravě (během třicetileté války)
Jeho evangelické vyznání, majetek a úzký vztah k Ladislavu Velenovi ze Žerotína jej předurčily k politické kariéře. Po převratu v Brně, kdy se k moci dostali radikální páni, kteří se připojili k českému stavovskému povstání, výrazněji vstoupil do politického života jako jeden z exponentů rytířského stavu, mimo jiné se stal moravským dvorským sudím. Spolu s Albrechtem Sedlnickým z Choltic často zastupoval moravského hejtmana ve věcech vojenských a správních. Jako dvorský sudí hrál významnou roli při vyšetřování Jana Sarkandra, který na následky nezvykle brutálního mučení při výsleších zemřel.
Po bitvě na Bílé hoře, na rozdíl od většiny českých stavů, včas uprchl s manželkou do Vratislavi. Na slezské půdě s hrstkou českých a moravských uprchlíků vstoupil do armády Jana Jiřího Krnovského a zúčastnil se celého válečného tažení roku 1621. V dalších letech se podílel na všech akcí exilu namířených proti vídeňskému dvoru. V roce 1622 byl spolu s dalšími 16 moravskými povstalci odsouzen v nepřítomnosti ke ztrátě hrdla a statků. V létě 1626 se vrátil do rodné vlasti v kontingentu Jana Arnošta Sasko-Výmarského. Na Vsetínsku chystal spojení s vojskem sedmihradského vévody Gabriela Bethlena.
Po jednom nešťastném střetnutí s nepřítelem v Dolním Slezsku byl v červenci 1627 zajat vojáky Albrechta z Valdštejna. Bývalý soused a sok nezapomněl na staré majetkové spory a nevyřízené účty. Na rozdíl od ostatních zajatců, kteří byli podle tehdejších kavalírských zásad propuštěni, byl Bítovský v okovech poslán do Brna, kde se odehrála poslední kapitola jeho života. Byl krutě mučen, aby prozradil zákulisí povstání, ale nic neřekl. Po procesu byl vězeň dne 27. března 1628 v Brně veřejně popraven. Jeho žena Bohunka dožila v chudobě na Moravě z milosti spřátelených šlechtických rodin.

## Protestantský mučedník?
Jan Amos Komenský Bítovského zmiňuje v 86. kapitole svého spisu Historie o těžkých protivenstvích církve české (1655), nepopírá, že se „nalézali se při něm mnozí výstupkové“, avšak doplňuje, že v exilu se přimkl ke zbožnosti („však on v exilium cele se na čítání a rozjímání svatého Písma vydav, tak se byl v ctnostech pravého křesťanství vypuleroval, že při něm nic viděti nebylo“). Proto jej označuje za mučedníka a odpovědnost za jeho popravu přičítá Františku kardinálu Ditrichštejnovi, který „úhlavní proti němu hořel nenávistí“. Neuvádí však, že důvodem této „úhlavní nenávisti“ byl zřejmě Bítovského podíl na bestiálním mučení a v jeho důsledku smrti Ditrichštejnova spolupracovníka, kněze Jana Sarkandra.